# Here We Go (PeR)
Here We Go is een single van het Letse duo PeR. Het was de Letse inzending voor het Eurovisiesongfestival 2013 in Malmö te Zweden. In de halve finale op 16 mei werd het laatste. Daardoor raakte het niet in de finale. Het nummer is geschreven door Ralph Eilands, een van de twee bandleden.